# Gochang-eup
Gochang-eup (koreanska: 고창읍) är en köping i den sydvästra delen av Sydkorea, 240 km söder om huvudstaden Seoul. Den är centralort i kommunen Gochang-gun i provinsen Norra Jeolla.